# Les Sœurs Lacroix
Les Sœurs Lacroix est un roman de Georges Simenon paru en 1938.

## Résumé
Dans une maison bourgeoise de Bayeux vivent les sœurs Lacroix. 
Mathilde Lacroix a épousé Emmanuel Vernes dont elle a eu deux enfants : Jacques et Geneviève. Ce mariage, sans amour dès le début, a engendré une situation intenable depuis que Mathilde a appris que son mari l'avait trompée autrefois avec sa sœur, Poldine, et que, de leur liaison, était née Sophie. Chaque personnage vit avec ses rancunes et épie l'autre à travers des gestes journaliers, quasi rituels. 
Les enfants ont l'impression d'étouffer dans le panier de crabes familial : Jacques menace de partir avec Blanche, la fille d'un notaire ; Geneviève se confine dans une piété mêlée d'inquiétude et de langueur ; Sophie réagit en insupportable enfant gâtée. 
Poldine s'aperçoit que de l'arsenic est mêlé quotidiennement au potage. Geneviève tombe malade et ne parvient plus à marcher. Mathilde, entrant par inadvertance dans la chambre de sa sœur, la découvre maniant des éprouvettes et en déduit qu'elle veut empoisonner quelqu'un. Elle apprend bientôt que son mari a voulu en faire autant et, après une explication orageuse, Emmanuel se pend dans le grenier où il passait le plus clair de ses journées depuis dix-huit ans. Voilà les sœurs Lacroix débarrassées de celui qui semait entre elles la discorde. Elles se demandent cependant pourquoi Emmanuel a laissé ce qu'il possédait à Geneviève, plus faible de jour en jour. Avant de mourir, la jeune fille s'affranchit d'un pressentiment terrible : « Quand je serai partie, vous serez toutes seules. » 
En effet, Jacques et Sophie font chacun de leur côté un mariage intéressé, la servante s'en va, elle aussi, et les sœurs Lacroix restent confrontées l'une à l'autre, prisonnières désormais de la haine qui les unit.

## Aspects particuliers du roman
Une sorte de mise en abyme de l’empoisonnement familial.

## Fiche signalétique de l'ouvrage

### Cadre spatio-temporel

#### Espace
Bayeux. Le Havre. 

#### Temps
Avant la deuxième guerre mondiale.

### Les personnages

#### Personnage principal
Le rôle est dédoublé : les sœurs Lacroix, à savoir :
- Léopoldine, dite Poldine, veuve de Roland Desborniaux, une fille
- Mathilde, sa sœur cadette, mariée, deux enfants

Toutes deux d’âge mûr.

#### Autres personnages
- Emmanuel Vernes, peintre, mari de Mathilde, âge mûr
- Jacques Vernes, clerc de notaire, 22 ans
- Geneviève Vernes, 17 ans
- Sophie Desborniaux, 20 ans.

## Éditions
- Prépublication en feuilleton dans le bimensuel La revue de France, n° 1-5 du 1er janvier 1er mars 1938
- Édition originale : Gallimard, 1938
- Folio Policier, n° 181, 2000  (ISBN 978-2-07-041489-5)
- Tout Simenon, tome 21, Omnibus, 2003  (ISBN 978-2-258-06106-4)
- Romans durs, tome 3, Omnibus, 2012  (ISBN 978-2-258-09357-7)
- Romans durs, tome 3, Omnibus, 2023  (ISBN 978-2-258-20260-3)

## Source
- Maurice Piron, Michel Lemoine, L'Univers de Simenon, guide des romans et nouvelles (1931-1972) de Georges Simenon, Presses de la Cité, 1983, p. 80-81  (ISBN 978-2-258-01152-6)